# Dellia maroona
Dellia maroona är en insektsart som beskrevs av Perez-gelabert 2001. Dellia maroona ingår i släktet Dellia och familjen gräshoppor. Inga underarter finns listade i Catalogue of Life.